# 岡山県道273号加須山中帯江線
岡山県道273号加須山中帯江線（おかやまけんどう273ごう かすやまなかおびえせん）は、岡山県倉敷市を通る一般県道である。

## 概要
倉敷市八軒屋と倉敷市中帯江を結ぶ。

### 路線データ
- 起点：岡山県倉敷市八軒屋（八軒屋北交差点、岡山県道22号倉敷玉野線交点）
- 終点：岡山県倉敷市中帯江（岡山県道152号倉敷妹尾線交点）
- 総延長：2.5 km

## 地理

### 通過する自治体
- 倉敷市

### 交差する道路
| 交差する道路            | 交差する場所 | 交差する場所          |
| ----------------------- | ------------ | --------------------- |
| 岡山県道22号倉敷玉野線  | 八軒屋       | 八軒屋北交差点 / 起点 |
| 岡山県道74号倉敷飽浦線  | 加須山       |                       |
| 国道2号 / 岡山バイパス  | 中帯江       | [ 注釈 1 ]            |
| 岡山県道152号倉敷妹尾線 | 中帯江       | 終点                  |

### 沿線
- 岡山県立南部高等技術専門校（起点付近）